# Cenangiopsis sambuci
Cenangiopsis sambuci är en svampart som beskrevs av Josef Velenovský 1947. Cenangiopsis sambuci ingår i släktet Cenangiopsis, ordningen disksvampar, klassen Leotiomycetes, divisionen sporsäcksvampar och riket svampar.   Inga underarter finns listade i Catalogue of Life.